# Aghbalou Aqorar
Aghbalou Aqorar (franska: Aghbalou Aqorar (CR), Aghbalou Aqorar (Commune Rurale), arabiska: تاونات (البلدية)) är en kommun i Marocko.   Den ligger i provinsen Sefrou och regionen Fès-Meknès, i den nordöstra delen av landet, 190 km öster om huvudstaden Rabat. Antalet invånare är 15 835.